# Pietro di Borbone-Due Sicilie
Pietro di Borbone-Due Sicilie, duca di Calabria e conte di Caserta (Madrid, 16 ottobre 1968), è un principe spagnolo della dinastia dei Borbone-Due Sicilie e dal 1994 Grande di Spagna.
È uno dei pretendenti al trono del Regno delle Due Sicilie come rappresentante del ramo primogenito (italo-spagnolo) dei Borbone delle Due Sicilie e Primogenito Farnesiano, in contrapposizione con Carlo di Borbone-Due Sicilie, duca di Castro, rappresentante del cosiddetto ramo cadetto italo-francese.

## Biografia
Duca di Noto dalla nascita, figlio dell'Infante di Spagna Carlo Maria di Borbone-Due Sicilie (1938-2015), già Duca di Calabria, e della principessa Anna d'Orléans (n. 1938), figlia di Enrico d'Orléans, Conte di Parigi, e di Isabella d'Orléans-Braganza; è nipote in linea paterna del Principe Alfonso di Borbone e della Principessa Alicia di Parma.
Ha sposato il 30 marzo 2001 a Madrid Sofía Landaluce y Melgarejo (Madrid, 23 novembre 1973), figlia di José Manuel Landaluce y Domínguez (1944) e di María de las Nieves Blanca Melgarejo y González (1946 - Madrid, 6 gennaio 2009) (nipote del V duca di San Fernando de Quiroga), dalla quale ha avuto sette figli.
Con la morte del padre il dal 5 novembre 2015 è divenuto Duca di Calabria, Conte di Caserta e capo della casata Borbone Due Sicilie,  Gran Maestro dell'Insigne e reale ordine di San Gennaro, del Reale ordine di San Ferdinando e del merito, del Sacro militare ordine costantiniano di San Giorgio, del Reale ordine di Francesco I e del Reale e militare ordine di San Giorgio della Riunione.
In Spagna dal 2014 succede al padre nel presiedere, come gran commendatore, lo spagnolo Ordine militare di Alcántara e come presidente del Real Consiglio degli Ordini Militari (di Santiago, di Calatrava, di Alcántara e di Montesa), istituzione statale incaricata del funzionamento e della gestione degli ordini cavallereschi.
In virtù dell'articolo 57 della Constitución Española, è collocato all'undicesimo posto nella linea di successione al trono spagnolo.

## La disputa dinastica
La sua pretesa al trono del Regno delle Due Sicilie è disputata da Carlo di Borbone-Due Sicilie, duca di Castro. Pietro rivendica la cosiddetta "Primogenitura Farnesiana", ovvero di essere l'esponente in linea diretta di discendenza dei Borbone-Due Sicilie, ereditaria dei titoli nobiliari e degli ordini cavallereschi appartenuti alla dinastia Farnese.
Il Regno di Spagna riconosce Pietro di Borbone-Due Sicilie come capo della casata. Il 25 gennaio 2014 è stato firmato a Napoli un atto di riconciliazione tra i due rami della famiglia nel quale si riconoscono mutualmente rispettivi titoli.
Il 14 maggio 2016, però, Carlo di Borbone-Due Sicilie, non avendo figli maschi, e per la prima volta nella storia del Casato dei Borbone-Due Sicilie, decide di non riconoscere le regole di successione che privilegiano la linea maschile, abolendo il criterio di successione della legge salica, richiamandosi al diritto europeo (Trattato di Lisbona, 2009) che proibisce la discriminazione tra uomini e donne. Questa decisione viene contestata da Pedro di Borbone-Due Sicilie, in quanto illegittimo rispetto al codice legislativo dell'ex Regno delle Due Sicilie e rispetto alle leggi ed alle tradizioni di famiglia.

## Titoli e trattamento
- 1968-1994: Sua Altezza Reale, il principe don Pietro di Borbone-Due Sicilie, duca di Noto, gran prefetto del Sacro Militare Ordine Costantiniano di San Giorgio, gran connestabile del Real Ordine Militare di San Giorgio della Riunione
- 1994-2015: Sua Altezza Reale, il principe don Pietro di Borbone-Due Sicilie, duca di Noto, grande di Spagna, gran prefetto del Sacro Militare Ordine Costantiniano di San Giorgio, gran connestabile del Real Ordine Militare di San Giorgio della Riunione
- 2015-2017: Sua Altezza Reale, il principe don Pedro di Borbone-Due Sicilie, duca di Calabria, conte di Caserta, grande di Spagna, pretendente al trono del Regno delle Due Sicilie e capo della Real Casa Borbone-Due Sicilie, gran Maestro dell'Ordine Costantiniano di San Giorgio, dell'Ordine di San Gennaro e di tutti gli ordini dinastici duo-siciliani
- 2017-in carica: Sua Altezza Reale, il principe don Pedro di Borbone-Due Sicilie, duca di Calabria, conte di Caserta, grande di Spagna, pretendente al trono del Regno delle Due Sicilie e capo della Real Casa Borbone-Due Sicilie, gran maestro dell'Ordine Costantiniano di San Giorgio, dell'Ordine di San Gennaro e di tutti gli ordini dinastici duo-siciliani, pretendente al trono di Navarra[12], pretendente al trono di Coprincipe di Andorra[13]

Nel Regno di Spagna in virtù della titolatura del padre quale Infante di Spagna ha il trattamento di Excelentísimo Señor e Grande de España.

## Discendenza
Don Pietro e Sofía Landaluce y Melgarejo hanno avuto sette figli:
1. Giacomo (Jaime) di Borbone-Due Sicilie (nato a Madrid il 26 giugno 1992[14]), duca di Noto; il 25 settembre 2021 si è sposato con lady Charlotte Diana Lindesay-Bethune nel Duomo di Monreale in Sicilia;[15]
  1. Francesca Sofia di Borbone-Due Sicilie (nata a Londra il 13 ottobre 2023)[16]
2. Giovanni (Juan) di Borbone-Due Sicilie (nato a Madrid il 18 aprile 2003);
3. Paolo (Pablo) di Borbone-Due Sicilie (nato a Madrid il 26 giugno 2004);
4. Pietro Maria (Pedro María) di Borbone-Due Sicilie (nato a Ciudad Real il 3 gennaio 2007);
5. Sofia Maria Bianca (Sofía María Blanca) di Borbone-Due Sicilie (nata a Ciudad Real il 12 novembre 2008);
6. Bianca (Blanca) di Borbone-Due Sicilie (nata a Ciudad Real il 7 aprile 2011);
7. Maria (María) di Borbone-Due-Sicilie (nata a Ciudad Real il 21 aprile 2015, Filippo VI è il suo padrino di battesimo[17]).

## Ascendenza
|                                      |                    |                                         | Genitori                                     |  |  | Nonni |  |  | Bisnonni                              |  |  | Trisnonni                      |  |
|                                      |                    |                                         |                                              |  |  |       |  |  | Carlo Tancredi di Borbone-Due Sicilie |  |  | Alfonso di Borbone-Due Sicilie |  |
|                                      |                    |                                         |                                              |  |  |       |  |  | Carlo Tancredi di Borbone-Due Sicilie |  |  | Alfonso di Borbone-Due Sicilie |  |
|                                      |                    | Maria Antonietta di Borbone-Due Sicilie |                                              |  |  |       |  |  | Carlo Tancredi di Borbone-Due Sicilie |  |  |                                |  |
| Alfonso Maria di Borbone-Due Sicilie |                    |                                         |                                              |  |  |       |  |  | Carlo Tancredi di Borbone-Due Sicilie |  |  |                                |  |
|                                      |                    | Maria de las Mercedes di Borbone-Spagna | Alfonso XII di Spagna                        |  |  |       |  |  |                                       |  |  |                                |  |
|                                      |                    | Maria de las Mercedes di Borbone-Spagna | Alfonso XII di Spagna                        |  |  |       |  |  |                                       |  |  |                                |  |
|                                      |                    | Maria de las Mercedes di Borbone-Spagna | Maria Cristina d'Asburgo-Teschen             |  |  |       |  |  |                                       |  |  |                                |  |
| Carlo Maria di Borbone-Due Sicilie   |                    | Maria de las Mercedes di Borbone-Spagna |                                              |  |  |       |  |  |                                       |  |  |                                |  |
|                                      |                    | Elia di Borbone-Parma                   | Roberto I di Parma                           |  |  |       |  |  |                                       |  |  |                                |  |
|                                      |                    | Elia di Borbone-Parma                   | Roberto I di Parma                           |  |  |       |  |  |                                       |  |  |                                |  |
|                                      |                    | Elia di Borbone-Parma                   | Maria Pia di Borbone-Due Sicilie             |  |  |       |  |  |                                       |  |  |                                |  |
| Alice di Borbone-Parma               |                    | Elia di Borbone-Parma                   |                                              |  |  |       |  |  |                                       |  |  |                                |  |
|                                      |                    | Maria Anna d'Austria                    | Federico d'Asburgo-Teschen                   |  |  |       |  |  |                                       |  |  |                                |  |
|                                      |                    | Maria Anna d'Austria                    | Federico d'Asburgo-Teschen                   |  |  |       |  |  |                                       |  |  |                                |  |
|                                      |                    | Maria Anna d'Austria                    | Isabella di Croÿ                             |  |  |       |  |  |                                       |  |  |                                |  |
| Pietro di Borbone-Due Sicilie        |                    | Maria Anna d'Austria                    |                                              |  |  |       |  |  |                                       |  |  |                                |  |
|                                      | Giovanni d'Orléans | Roberto d'Orléans, Duca di Chartres     |                                              |  |  |       |  |  |                                       |  |  |                                |  |
|                                      | Giovanni d'Orléans | Roberto d'Orléans, Duca di Chartres     |                                              |  |  |       |  |  |                                       |  |  |                                |  |
|                                      | Giovanni d'Orléans | Francesca Maria d'Orléans               |                                              |  |  |       |  |  |                                       |  |  |                                |  |
| Enrico d'Orléans                     | Giovanni d'Orléans |                                         |                                              |  |  |       |  |  |                                       |  |  |                                |  |
|                                      |                    | Isabella d'Orléans                      | Filippo d'Orléans                            |  |  |       |  |  |                                       |  |  |                                |  |
|                                      |                    | Isabella d'Orléans                      | Filippo d'Orléans                            |  |  |       |  |  |                                       |  |  |                                |  |
|                                      |                    | Isabella d'Orléans                      | Maria Isabella d'Orléans                     |  |  |       |  |  |                                       |  |  |                                |  |
| Anna d'Orléans                       |                    | Isabella d'Orléans                      |                                              |  |  |       |  |  |                                       |  |  |                                |  |
|                                      |                    | Pietro d'Orléans-Braganza               | Gastone d'Orléans                            |  |  |       |  |  |                                       |  |  |                                |  |
|                                      |                    | Pietro d'Orléans-Braganza               | Gastone d'Orléans                            |  |  |       |  |  |                                       |  |  |                                |  |
|                                      |                    | Pietro d'Orléans-Braganza               | Isabella del Brasile                         |  |  |       |  |  |                                       |  |  |                                |  |
| Isabella d'Orléans-Braganza          |                    | Pietro d'Orléans-Braganza               |                                              |  |  |       |  |  |                                       |  |  |                                |  |
|                                      |                    | Elisabetta Dobrzensky de Dobrzenicz     | Conte Giovanni Dobrzensky de Dobrzenicz      |  |  |       |  |  |                                       |  |  |                                |  |
|                                      |                    | Elisabetta Dobrzensky de Dobrzenicz     | Conte Giovanni Dobrzensky de Dobrzenicz      |  |  |       |  |  |                                       |  |  |                                |  |
|                                      |                    | Elisabetta Dobrzensky de Dobrzenicz     | Contessa Elisabetta Kottulinsky von Kottulin |  |  |       |  |  |                                       |  |  |                                |  |
|                                      |                    | Elisabetta Dobrzensky de Dobrzenicz     |                                              |  |  |       |  |  |                                       |  |  |                                |  |

## Riconoscimenti
- Protettore (Protector) della Real Academia Matritense de Heráldica y Genealogía di Madrid (Spagna).[18]
- Ascritto come Membro Protettivo alla Real Arciconfraternita e Monte del Santissimo Sacramento de’ Nobili Spagnoli di San Giacomo o Real Hermandad de Nobles Españoles de Santiago - presso la Pontificia Reale Basilica di San Giacomo degli Spagnoli, Napoli (Italia).[19]

## Stemmi

Araldica del principe Pedro di Borbone delle Due Sicilie
Stemma di Principe ereditario delle Due Sicilie (1968-2015)
Stemma Araldico Spagnolo (2015–presente)
Stemma di Capo della Real Casa di Borbone-Due Sicilie (2015–presente)